# Israel Arzate Meléndez

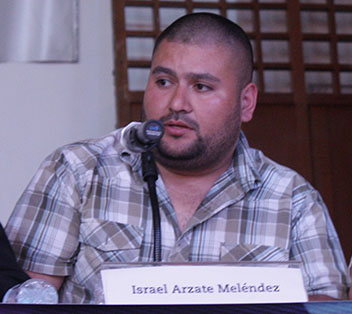
Israel Arzate en conferencia de prensa.

Israel Arzate Meléndez es un ciudadano de Ciudad Juárez, ciudad ubicada en la frontera de México con Estados Unidos, quien fue detenido arbitrariamente por soldados el 3 de febrero de 2010 y torturado por más de un día para obligarlo a repetir una confesión con la que la Fiscalía del Estado de Chihuahua pretendía enjuiciarlo por el sonado caso de la Masacre de Villas de Salvárcar, en la que hombres armados privaron de la vida a 15 víctimas el 30 de enero de 2010. Al comprobarse que la prueba que lo vinculara al delito había sido obtenida bajo tortura, la Primera Sala de la Suprema Corte de Justicia de la Nación ordenó su liberación inmediata el 6 de noviembre de 2013. El caso ha provocado debate sobre el uso de la tortura para obtener confesiones y las fallas en el sistema de justicia penal mexicano.

## Detención y tortura
Israel Arzate Meléndez vivía en unión libre con su pareja y un hijo de 7 años de edad al momento de su detención por militares en 2010. Se dedicaba a la venta de discos, percibiendo un ingreso semanal de $1500 pesos (aproximadamente $120 dólares estadounidenses).
El 3 de febrero de 2010 por la tarde, mientras se dirigía a comprar unos dulces para su esposa después de su jornada de trabajo, Arzate fue interceptado por una camioneta de la que descendieron dos hombres quienes le preguntaron si él era “Carlos Madrigal”, ante lo cual él negó serlo.  Bajaron de la camioneta dos soldados, lo subieron a la camioneta y lo vendaron.
Lo llevaron a la guarnición militar de la zona, donde lo torturaron golpeándolo, dándole toques eléctricos, colocando una bolsa de plástico sobre su cabeza para provocar asfixia y amenazando con violar y matar a su esposa, actos de tortura que duraron más de un día. La Comisión Nacional de los Derechos Humanos, órgano autónomo del gobierno federal de México, investigó el caso y comprobó los actos de tortura mediante un examen médico bajo los estándares del Protocolo de Estambul, encontrando extensivas quemaduras y otras lesiones en el cuerpo de Arzate.
El 6 de febrero de 2010, Arzate fue presentado por la Fiscalía del Estado de Chihuahua ante los medios de comunicación como presunto responsable de la masacre de Villas de Salvárcar; los medios asistentes constataron que los agentes de la Fiscalía le instruyeron sobre qué decir ante las preguntas.

## Caso penal
El 11 de febrero de 2010, Arzate fue vinculado a proceso por la masacre de Villas de Salvárcar con base en su confesión; en dicho acto Israel denunció los actos de tortura ante la Jueza de Garantías y exhibió lesiones físicas. La Jueza desestimó los testimonios de seis testigos oculares que confirmaron la versión de Arzate de que éste se encontraba en otra parte de la noche de la masacre, así como el de un testigo que había presenciado la detención por soldados el 3 de febrero.
Ante dicha resolución judicial, Arzate promovió un juicio de amparo argumentando que la única prueba en su contra había sido fabricada mediante la tortura, recurso sobre el que asumió jurisdicción la Primera Sala de la Suprema Corte de Justicia de la Nación en octubre de 2012. El 6 de noviembre de 2013, la Suprema Corte otorgó el amparo liso y llano a favor de Arzate, ordenando su inmediata liberación, al constatar que la prueba en su contra era una confesión obtenida bajo tortura en una base militar.  Con este acto, Arzate recuperó su libertad casi cuatro años después de su detención. Ha dado entrevistas para hablar de su experiencia. 
En julio de 2011, otras cuatro personas fueron condenadas y sentenciadas a más de 240 años de cárcel por los hechos de Villas de Salvárcar.
Por otra parte, para justificar la detención inicial a Israel Arzate, los soldados que detuvieron a Arzate en 2010 habían afirmado que lo sorprendieron manejando un vehículo robado, delito por el cual Arzate fue vinculado a proceso en ausencia el 10 de febrero de 2010. La Fiscalía anunció que desistiría de la acusación por falta de pruebas y un representante de la institución explicó “Definitivamente no tenemos pruebas de que Israel Arzate haya estado en posesión de la Jeep Cherokee con la cual lo pusieron a disposición los militares”. Adicionalmente, un peritaje de la Fiscalía demostró que las huellas dactilares de Arzate no se encuentran en el vehículo. Sin embargo, al día siguiente la Fiscalía retractó el desistimiento y el caso siguió la misma ruta que el caso de homicidio, terminando en la Primera Sala de la Suprema Corte donde está pendiente de resolverse.       

## Reacción de la comunidad internacional de derechos humanos
Por ser un ejemplo paradigmático del uso de la tortura para obtener confesiones incluso en el nuevo sistema de justicia oral y acusatorio vigente en el Estado de Chihuahua, el caso de Israel Arzate ha sido documentado por diversos organismos internacionales, mismos que han confirmado la versión de Arzate.
El Grupo de Trabajo sobre la Detención Arbitraria de las Naciones Unidas estudió el caso y en la Opinión 67/2011, declaró arbitraria la detención de Israel, exigiendo al Estado mexicano su liberación inmediata.
Al evaluar al Estado mexicano en noviembre de 2012, el Comité Contra la Tortura de Naciones Unidas (CAT) destacó el caso de Israel en sus conclusiones y recomendaciones: “resulta paradigmático para ilustrar la persistencia de [la admisión de confesiones ilícitas] incluso en aquellas jurisdicciones en las que ya ha sido implantado el nuevo sistema de justicia penal.  A este respecto, el Comité sigue con atención la tramitación de este caso por la Suprema Corte de Justicia de la Nación.” Por otro lado, la Oficina en México del Alto Comisionado de las Naciones Unidas para los Derechos Humanos documentó la tortura de la que fue objeto Israel.
Entre las organizaciones internacionales que documentaron el caso se encuentran Human Rights Watch, Amnistía Internacional, la Oficina en Washington para Asuntos Latinoamericanos (WOLA) y la Organización Mundial Contra la Tortura (OMCT).
La sentencia de la Suprema Corte liberando a Arzate y anulando la confesión fabricada fue aplaudida por la comunidad internacional, y citada como un precedente en contra de la fabricación de chivos expiatorios en casos de delitos de alto impacto en México. Sobre esta problemática, el Relator Especial de la ONU sobre ejecuciones extrajudiciales, sumarias o arbitrarias visitó México en abril y mayo de 2013 y asentó en sus observaciones preliminares:
La condena de personas inocentes
"Una manifestación de impunidad es que una persona inocente sea condenada. Fui informado que en algunos casos los autores no son llevados ante la justicia, sino que en su lugar se castiga a una persona inocente, a menudo perteneciente a un grupo vulnerable, entre ellos migrantes o pobres. En otras ocasiones, un sospechoso puede ser condenado únicamente sobre la base de confesiones auto-inculpatorias obtenidas mediante tortura o por el testimonio de supuestos testigos que no estuvieron presentes en la escena del crimen. En ambos escenarios, el uso de tales chivos expiatorios constituye una burla de la justicia. Si bien esto puede crear una ilusión de rendición de cuentas, de hecho resulta en una doble injusticia."

## Reacción de familias sobrevivientes de la masacre de Villas de Salvárcar
Después de la liberación de Arzate y la invalidación de la prueba en su contra, algunos padres de familia de los jóvenes fallecidos en la masacre de Villas de Salvárcar han reclamado las fallas en la investigación realizada por la Fiscalía del Estado; la Fiscalía había asegurado a los familiares que Israel Arzate era culpable. El trato inadecuado que recibieron los familiares de parte de la Fiscalía y las irregularidades en la investigación ya habían sido motivos de la emisión de la Recomendación 49/2011 de parte de la Comisión Nacional de los Derechos Humanos en agosto de 2011. Ahora la liberación de Israel Arzate, celebrada por la comunidad de derechos humanos y por su familia, vuelve a llamar la atención sobre la falta de debida investigación de la masacre.